# 伊南村 (島根県)
伊南村（いなんむら）は、島根県那賀郡にあった村。現在の浜田市の一部にあたる。

## 地理
- 河川：下府川[1]、七瀬川[2]

## 歴史
- 1889年（明治22年）4月1日、町村制の施行により、那賀郡 後野村、宇津井村、佐野村が合併して村制施行し、伊南村が発足[3][4]。
- 1923年（大正12年）2月11日 - 伊南村を二分割し大字後野は那賀郡石見村、三階村と合併し石見村が存続し、大字宇津井・佐野は那賀郡久佐村、美又村と合併し今福村を新設して廃止された[3][4]。

### 地名の由来
那賀郡伊甘郷の南方に位置することから。